# Premier League (eSwatini) 2023-2024
La Premier League 2023-2024 è stata la quarantanovesima edizione della massima divisione del campionato dell'eSwatini di calcio. Il campionato è iniziato il 15 settembre 2023 ed è terminato il 19 maggio 2024.
Il Green Mamba è la squadra campione in carica, avendo vinto il suo terzo titolo nazionale nell'edizione 2022-2023. Il titolo è stato vinto dal Mbabane Swallows, alla sua ottava vittoria.

## Stagione

### Novità
Al termine della scorsa stagione sono state retrocesse in Seconda Divisione Seven Dreams e Tambankulu Callies, ultime due classificate in campionato. In aggiunta il Tambuti cessa le attività e non si iscrive alla nuova stagione di Premier League. Al loro posto sono state promosse tre squadre di Seconda Divisione: Ezulwini United, Illovo e Rangers.

### Formula
Le 14 squadre partecipanti giocano un girone all'italiana con partite di andata e ritorno, per un totale di 26 giornate. Al termine della stagione, la prima classificata è campione di ESwatini e si qualifica per la CAF Champions League 2024-2025, mentre le ultime due vengono retrocesse in Seconda Divisione.

## Squadre partecipanti
| Squadra             | Città       | Stagione precedente   |
| ------------------- | ----------- | --------------------- |
| Denver Sundowns     | Manzini     | 8° in Premier League  |
| Ezulwini United     | Mbabane     | Seconda Divisione     |
| Green Mamba         | Malkerns    | Campione di eSwatini  |
| Illovo              | Ubombo      | Seconda Divisione     |
| Madlenya            | Siphofaneni | 11° in Premier League |
| Manzini Sea Birds   | Manzini     | 9° in Premier League  |
| Manzini Wanderers   | Manzini     | 10° in Premier League |
| Mbabane Highlanders | Mbabane     | 4° in Premier League  |
| Mbabane Swallows    | Mbabane     | 3° in Premier League  |
| Nsingizini Hotspurs | Nhlangano   | 6° in Premier League  |
| Monemi Pirates      | Manzini     | 7° in Premier League  |
| Rangers             | Shiselweni  | Seconda Divisione     |
| Royal Leopards      | Mbabane     | 5° in Premier League  |
| Young Buffaloes     | Manzini     | 2° in Premier League  |

## Classifica
|                     | Pos. | Squadra             | Pt | G  | V  | N  | P  | GF | GS | DR  |
| ------------------- | ---- | ------------------- | -- | -- | -- | -- | -- | -- | -- | --- |
| eSwatini (bandiera) | 1.   | Mbabane Swallows    | 55 | 26 | 15 | 10 | 1  | 44 | 20 | +24 |
|                     | 2.   | Green Mamba         | 50 | 26 | 15 | 5  | 6  | 56 | 22 | +34 |
|                     | 3.   | Nsingizini Hotspurs | 48 | 26 | 12 | 12 | 2  | 27 | 17 | +10 |
|                     | 4.   | Young Buffaloes     | 46 | 26 | 14 | 4  | 8  | 50 | 26 | +24 |
|                     | 5.   | Royal Leopards      | 46 | 26 | 12 | 10 | 4  | 38 | 27 | +11 |
|                     | 6.   | Mbabane Highlanders | 38 | 26 | 10 | 8  | 8  | 36 | 36 | +0  |
|                     | 7.   | Illovo              | 34 | 26 | 8  | 10 | 8  | 23 | 27 | -4  |
|                     | 8.   | Madlenya            | 27 | 26 | 6  | 9  | 11 | 21 | 39 | -18 |
|                     | 9.   | Rangers             | 26 | 26 | 6  | 8  | 12 | 24 | 29 | -5  |
|                     | 10.  | Ezulwini United     | 25 | 26 | 5  | 10 | 11 | 19 | 28 | -9  |
|                     | 11.  | Manzini Sea Birds   | 25 | 26 | 5  | 10 | 11 | 25 | 43 | -18 |
|                     | 12.  | Monemi Pirates      | 22 | 26 | 3  | 13 | 10 | 27 | 34 | -7  |
|                     | 13.  | Denver Sundowns     | 21 | 26 | 5  | 6  | 15 | 18 | 36 | -18 |
|                     | 14.  | Manzini Wanderers   | 21 | 26 | 4  | 9  | 13 | 27 | 51 | -24 |

Legenda
      Campione di eSwatini e ammessa alla CAF Champions League 2024-2025.
      Retrocessa in Seconda Divisione 2024-2025.
Note:
Tre punti a vittoria, uno a pareggio, zero a sconfitta.